# Grundel
Grundel är dels ett ofrälse släktnamn, dels ett namn på en europeisk adelsätt. Den svenska adelsätten anses utslocknad.
Adelsätten Grundel skall enligt ett dokument från 1502 ha fått sitt namn efter fiskarten smörbultar som heter Grundeln på tyska. Stamfadern skall ha varit en fiskare Hans som år 1394 fritog kejsaren Wencel IV från ett fängelse i Wien och därför adlades år 1402 och förlänades gods i Böhmen. Fiskaren Hans fick en vapensköld med tre sammanflätade smörbultar (Grundeln) och kom därför att kallas Grundel, enligt dokumentet från 1502. Ätten inkom till Sverige med Peter Grundel som uppges i Anreps ättartavlor tillsammans med sin tvillingsyster sedan föräldrarna dödats av ryssarna ha tagits som slav av en tysk krigsöverste i rysk tjänst i Pskov och som sådan förts till Sverige och sedan Köpenhamn där han hamnade på barnhem. Anrep uppger att kung Fredrik II av Danmark skulle ha satt Peter Grundel som lärling till urmakare i Hamburg, och att han senare skulle ha inkallats till Sverige av kung Johan III i vars tjänst han inträdde 1586. Han skall ha fått kungligt brev på hemmanet Ålsten i Bromma, och ha varit gift med Elsa Dobbert. Huruvida Peter Grundel skulle ha varit släkt med fiskaren Hans Grundel ovan kan inte sägas.

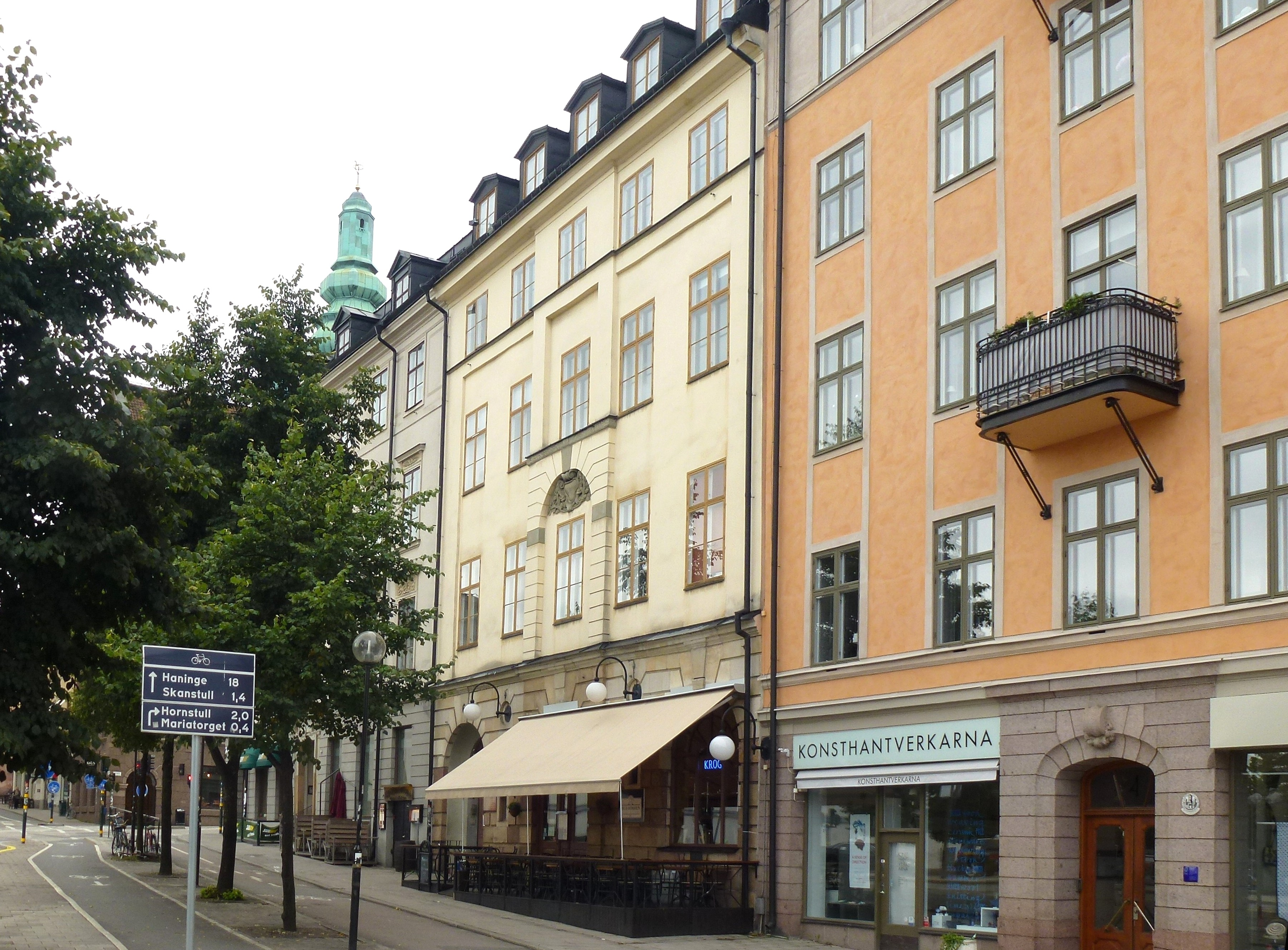
Jacob Grundels hus vid Södermalmstorg var Jacob Grundel den äldres privatbostad.

Peter Grundels son Jacob Grundel den äldre (1590–1667) var först handlande och borgare i Stockholm, där han blev rådman 1618 och borgmästare 1636. År 1652 blev han preses i Ämbetskollegium, adlades 1663 och introducerades året därefter på nummer 716. Han var gift två gånger. I första äktenskapet, med Elisabeth Depken (av samma släkt som Claes Depken) vars far var borgare i Västerås, fick han flera barn. Deras dotter Elsa gifte sig med rådmannen Cordt Johansson Meurman, dottern Anna blev stammoder till adelsätten Pfeiff, och dottern Margareta blev stammoder till adelsätten Prytz. Sonen Jacob Grundel var kapten och avled barnlös i Alten-Stettin 1652. I andra äktenskapet med apotekardottern Magdalena Catharina Lemnia, släkt med ätten Lemnie och vars mor var en Oliveblad, fick han en till son med namnet Jacob. De två överlevande sönerna, Jacob den yngre (från andra äktenskapet) och Simon, upphöjdes till friherrar Grundel nr 174 respektive Grundel-Helmfelt nr 60, varmed adliga ätten Grundel nr 716 blev utgången.
Generalmajor Jacob Grundel den yngre hade en stormig karriär i militären innan han blev landshövding, först på Gotland och sedan i Västerbotten. År 1720 upphöjdes han till friherre och introducerades på nummer 174. Hans hustru Maria Beata De Besche var dotter till bruksherren Georg De Besche, och de fick två döttrar och en son som överlevde spädbarnsåren. Dottern Margareta Beata var gift med Jakob Cronstedt och Ulrika Althéa Maria var först gift med domprost Sven Bælter och sedan med biskop Olof Osander. Den ende sonen kaptenen vid Södermanlands regemente Gerard Grundel sårades svårt vid slaget vid Helsingborg. Han fick bara barn i sitt första äktenskap, med grevinnan Ulrika Emerentia Nieroth. De fick flera söner som var officerare men bara en son fick barn, Gerhard Adolf Grundel, som var sergeant vid Åbo läns infanteri. Dennes son dog dock som barn, varmed Gerhard Adolf Grundel själv slöt ätten på svärdssidan år 1778.
Jacob Grundel den äldre hade emellertid en äldre bror, Henrik Grundel, som var guldsmedsålderman i Stockholm, vars son Peter Grundel var guldsmed i Örebro i slutet av 1600-talet. Dennes syster Elsa Grundel var gift med Mäster Henrik Müller från Lübeck som var guldsmed i Stockholm. Deras son Albin adlades med namnet Grundelstjerna.
Grundel har också använts i Sverige som soldatnamn, samt av två andra släkter. En släkt Grundel härstammar från bonde Hans Arvidsson i Fristads socken i Älvsborgs län, vars son magister Arvid Grundelius (1620–1658) ättlingar kallade sig Grundel, och framför allt var bosatta på den svenska västkusten. En annan släkt Grundel stammar från en bondson från Enslöv, prosten Peter Grundel (1792–1858), som också upptog namnet.